# 金丸郵便局
金丸郵便局（かねまるゆうびんきょく）
- 石川県鹿島郡中能登町にある郵便局。本項で記述する。
- 広島県福山市にある郵便局。局番号は51164。

金丸郵便局（かねまるゆうびんきょく）は、石川県鹿島郡中能登町にある郵便局。民営化前の分類では集配特定郵便局であった（現在は集配機能を廃止）。

## 概要
住所：〒929-1621 石川県鹿島郡中能登町金丸又れ部36-1

## 沿革
- 1874年（明治7年）7月1日 - 金丸郵便取扱所として開設[1]。
- 1875年（明治8年）1月1日 - 金丸郵便局（五等）となる。
- 1880年（明治13年）6月 - 廃止。
- 1907年（明治40年）11月6日 - 金丸郵便局（三等）として再設置。
- 1962年（昭和37年）11月16日 - 電話交換業務を鹿西郵便局に移管[2]。
- 1970年（昭和45年）10月22日 - 和文電報配達事務を羽咋電報電話局および鹿西電報電話局に移管。
- 2000年（平成12年）5月22日 - 鹿島郡鹿西町金丸又れの部36-1から同町金丸1224-1に移転。
- 2000年（平成12年）11月27日 - 鹿島郡鹿西町金丸1224-1から同町金丸又れの部36-1に移転（元位置へ復帰）。
- 2007年（平成19年）10月1日 - 民営化に伴い、併設された郵便事業七尾支店金丸集配センターに一部業務を移管。
- 2012年（平成24年）10月1日 - 日本郵便株式会社発足に伴い、郵便事業七尾支店金丸集配センターを金丸郵便局に統合。
- 2021年（令和3年）3月8日 - 鹿島郡中能登町の区域（「929-16xx」区域に変更）の集配業務を鹿西郵便局、羽咋市の区域（「925-00xx」区域に変更）の集配業務を羽咋郵便局に移管、集配郵便局から無集配郵便局へ変更。郵便番号も〒929-1599から〒929-1621に変更[3]。

## 取扱内容
- 郵便、印紙、ゆうパック、内容証明
- 貯金、為替、振替、振込、国際送金、国債
- 生命保険、バイク自賠責保険
- ゆうちょ銀行ATM（管轄はゆうちょ銀行金沢支店）
- 地方公共団体事務
  - 公的証明書（羽咋市納税証明書、羽咋市住民票の写し、羽咋市印鑑登録証明書）の交付
  - 羽咋市ごみ処理券の販売

## 周辺
- 眉丈山
- 長曽川
- 金丸駅

## アクセス
- JR七尾線 金丸駅から北へ100m（徒歩約2分）
- 中能登町コミュニティバス（まほろば号） 金丸郵便局停留所下車
- のと里山海道 柳田ICから北東へ約6.5km
- 石川県道2号七尾羽咋線沿い
- 駐車場あり：4台